# Vivian Heisenová
Vivian Heisenová (* 27. prosince 1993 Oldenburg, Dolní Sasko) je německá profesionální tenistka. Ve své dosavadní kariéře na okruhu WTA Tour nevyhrála žádný turnaj.  V sérii WTA 125 vybojovala dvě trofeje ve čtyřhře. V rámci okruhu ITF získala dva tituly ve dvouhře a deset ve čtyřhře.
Na žebříčku WTA byla ve dvouhře nejvýše klasifikována v říjnu 2017 na 328. místě a ve čtyřhře v dubnu 2022 na 61. místě.

## Tenisová kariéra
V rámci hlavních soutěží událostí okruhu ITF debutovala v srpnu 2010, když na turnaji v Braunschweigu dotovaném 10 tisíci dolary postoupila z kvalifikace. V úvodním kole dvouhry podlehla Bulharce Isabelle Šinikovové z deváté světové stovky. Premiérové tituly v této úrovni tenisu vybojovala během října 2015 v bulharském přímořském letovisku Sozopol, na turnaji s rozpočtem 10 tisíc dolarů. Ve finále dvouhry přehrála nejvýše nasazenou Bulharku Džuliji Terzijskou ze čtvrté stovky žebříčku. Obě vytvořily pár, který vyhrál sozopolskou čtyřhru po závěrečném vítězství nad Češkami Lenkou Kunčíkovou a Karolínou Stuchlou.
V kvalifikaci okruhu WTA Tour debutovala květnovým Nürnberger Versicherungscupem 2015 po zisku divoké karty. V prvním kole však nestačila na tři sta třicátou první hráčku světa Kateřinu Kramperovou. Do hlavní soutěže poprvé zasáhla ve čtyřhře antukového Grand Prix SAR La Princesse Lalla Meryem 2019 v Rabatu. Se Švédkou Johannou Larssonovou na úvod prohrály se španělskými turnajovými jedničkami a pozdějšími šampionkami Maríou José Martínezovou Sánchezovou a Sarou Sorribesovou Tormovou. Grandslamovou premiéru prožila v ženském deblu French Open 2020, do něhož s Britkou Emily Webleyovou-Smithovou nastoupily až jako náhradnice. Časné vyřazení jim přivodily Alison Riskeová s Ajlou Tomljanovićovou.
Do čtvrtfinále a semifinále premiérově postoupila ve stuttgartském deblu antukového Porsche Tennis Grand Prix 2021, jenž odehrála s Číňankou Wang Ja-fan. Do závěrečného boje o titul je však nepustily Australanka Ashleigh Bartyová s Američankou Jennifer Bradyovou. První finále na túře WTA odehrála na lednovém Sydney Tennis Classic 2022. V páru s Maďarkou Pannou Udvardyovou v něm prohrály s kazachstánsko-brazilskou dvojicí Anna Danilinová a Beatriz Haddad Maiová až v supertiebreaku. Do semifinále se podívala s britskou hráčkou Samanthou Murrayovou Sharanovou na travnatém Rothesay Open Nottingham 2022. 

## Finále na okruhu WTA Tour
| Legenda                  |
| ------------------------ |
| D – dvouhra; Č – čtyřhra |
| Grand Slam (0)           |
| Turnaj mistryň (0)       |
| WTA 1000 (0)             |
| WTA 500 (0–1 Č)          |
| WTA 250 (0)              |

### Čtyřhra: 1 (0–1)
| Stav       | č. | datum      | turnaj            | povrch | spoluhráčka      | soupeřky ve finále                    | výsledek         |
| ---------- | -- | ---------- | ----------------- | ------ | ---------------- | ------------------------------------- | ---------------- |
| Finalistka | 1. | leden 2022 | Sydney, Austrálie | tvrdý  | Panna Udvardyová | Anna Danilinová Beatriz Haddad Maiová | 6–4, 5–7, [8–10] |

## Finále série WTA 125
| Legenda                  |
| ------------------------ |
| D – dvouhra; Č – čtyřhra |
| WTA 125 (1–1 Č)          |

### Čtyřhra: 2 (1–1)
| Stav       | č. | datum       | turnaj              | povrch | spoluhráčka       | soupeřky ve finále                   | výsledek         |
| ---------- | -- | ----------- | ------------------- | ------ | ----------------- | ------------------------------------ | ---------------- |
| Finalistka | 1. | duben 2022  | Marbella, Španělsko | antuka | Katarzyna Kawaová | Irina Baraová Jekatěrine Gorgodzeová | 4–6, 6–3, [6–10] |
| Vítězka    | 1. | květen 2023 | Florencie, Itálie   | antuka | Ingrid Neelová    | Asia Muhammadová Giuliana Olmosová   | 1–6, 6–2, [10–8] |

## Tituly na okruhu ITF
| Dotace turnajů okruhu ITF | Dotace turnajů okruhu ITF |
| ------------------------- | ------------------------- |
| 100 000 $ tournaments     | 80 000 $ tournaments      |
| 75 000 $ tournaments      | 60 000 $ tournaments      |
| 50 000 $ tournaments      | 25 000 $ tournaments      |
| 15 000 $ tournaments      | 10 000 $ tournaments      |

### Dvouhra (2 tituly)
| Č. | datum       | turnaj             | povrch | poražená finalistka | výsledek      |
| -- | ----------- | ------------------ | ------ | ------------------- | ------------- |
| 1. | Oct 2015    | Sozopol, Bulharsko | tvrdý  | Džulija Terzijská   | 6–2, 7–6(7–1) |
| 2. | červen 2016 | Breda, Nizozemsko  | antuka | Kelly Versteegová   | 6–2, 6–1      |

### Čtyřhra (10 titulů)
| Č.  | datum         | turnaj                         | povrch    | spoluhráčka           | poražené finalistky                                | výsledek              |
| --- | ------------- | ------------------------------ | --------- | --------------------- | -------------------------------------------------- | --------------------- |
| 1.  | říjen 2015    | Sozopol, Bulharsko             | tvrdý     | Džulija Terzijská     | Lenka Kunčíková Karolína Stuchlá                   | 6–3, 6–1              |
| 2.  | srpen 2016    | Vídeň, Rakousko                | antuka    | Janina Toljanová      | Petra Krejsová Anna Slováková                      | 6–3, 6–2              |
| 3.  | únor 2017     | Trnava, Slovensko              | tvrdý (h) | Margarita Lazarevová  | Sandra Jamrichová Vivien Juhászová                 | 4–6, 6–4, [10–7]      |
| 4.  | květen 2017   | Wiesbaden, Německo             | antuka    | Storm Sandersová      | Diāna Marcinkēvičová Rebeka Masarová               | 7–5, 5–7, [10–8]      |
| 5.  | červenec 2018 | Turín, Itálie                  | antuka    | Sandra Samirová       | Martina Caregarová Federica Di Sarraová            | 6–3, 6–2              |
| 6.  | leden 2019    | Kazaň, Rusko                   | tvrdý (h) | Ganna Požnichirenková | Alena Fomina-Klotzová Jekatěrina Jašinová          | 6–4, 6–3              |
| 7.  | červen 2019   | Darmstadt, Německo             | antuka    | Katharina Hobgarská   | Lena Lutzeierová Natalia Siedliská                 | 6–7(4–7), 6–2, [10–4] |
| 8.  | červenec 2019 | Nur-Sultan, Kazachstán         | tvrdý     | Marie Bouzková        | Vlada Kovalová Kamilla Rachimovová                 | 7–6(10–8), 6–1        |
| 9.  | srpen 2019    | Vídeň, Rakousko                | antuka    | Katharina Hobgarská   | Irene Burillo Escorihuelová Andrea Lázaro Garcíová | 7–6(7–4), 6–4         |
| 10. | září 2019     | Roehampton, Spojené království | tvrdý     | Katharina Hobgarská   | Freya Christieová Maria Sanchezová                 | 7–5, 1–6, [10–7]      |